# Vuelta a España 2003
La 58.ª edición de la Vuelta a España se disputó del 6 al 28 de septiembre de 2003 entre las localidades de Gijón y Madrid, con un recorrido de 21 etapas y 2.957 km, que el ganador recorrió a una velocidad media de 42,536 km/h.
Antes del comienzo de la Vuelta, todo hacía presagiar un nuevo duelo entre Aitor González, Roberto Heras y Óscar Sevilla. Igor González de Galdeano, Francisco Mancebo o Ángel Casero eran otros ciclista que partían con opciones al triunfo final.

## Desarrollo
Ya en la primera etapa, una contrarreloj por equipos, Aitor González perdió casi un minuto y medio, y otro minuto más en la 2.ª, perdiendo así gran parte de sus opciones al triunfo final. 
En la 4.ª etapa, el hasta entonces desconocido Isidro Nozal se hizo con el liderato merced a una escapada. Nozal confirmó su gran estado de forma en la contrarreloj de la 6.ª etapa, al imponerse con autoridad en la etapa y distanciarse aún más en la clasificación general: el segundo clasificado, Igor González, se situaba ya a casi dos minutos y medio; Roberto Heras, quinto, a más de cuatro y medio; Aitor González, noveno, a más de cinco; Ángel Casero, undécimo, a más de cinco y medio; Óscar Sevilla, tras una pésima contrarreloj, se encontraba a más de siete minutos en la general.
Nozal mantuvo el liderato tras las tres jornadas de los Pirineos, si bien sus más directos rivales pudieron recortar algo de distancia. Pero los segundos perdidos los recuperó en la 13.ª tercera etapa, la segunda contrarreloj individual de la Vuelta, que volvió a ganar. Igor González se colocaba a tres minutos en la general y Heras, a cinco. Aitor González se situaba a diez minutos, y en la etapa siguiente abandonaría la Vuelta.
En la 15.ª etapa, Roberto Heras comenzó a recuperar tiempo respecto al líder, terminando tercero y recuperando un minuto en la etapa con final en la Pandera, y recuperando otro minuto en la etapa siguiente con final en Sierra Nevada. Tras la etapa con final en Collado Villalba, Heras permanecía segundo a dos minutos de Nozal. Solo quedaban dos etapas, una de ellas una cronoescalada al Alto de Abantos de solo once kilómetros. Parecía que el bejarano volvería a quedar segundo en la Vuelta, como el año anterior.
Sin embargo, Roberto Heras fue capaz de ganar la etapa de forma brillante y sacarle casi dos minutos y medio al ciclista de la ONCE, logrando así el maillot amarillo que suponía su segunda victoria en la Vuelta a España. Isidro Nozal fue finalmente segundo y Alejandro Valverde, tercero.

## Equipos participantes
Los 22 equipos que participaron fueron:
| Grupos deportivos I (19)- Fassa Bortolo - US Postal Service-Berry Floor - ONCE-Eroski - Alessio - Cofidis-Le Crédit par Téléphone - Domina Vacanze-Elitron - Euskaltel-Euskadi - iBanesto.com - Kelme-Costa Blanca - Lampre - Milaneza-MSS - Phonak Hearing Systems - Quick Step-Davitamon - Rabobank - Saeco - Team Bianchi - CSC - Telekom - Vini Caldirola-Saunier Duval Grupos deportivos II (3)- Colchon Relax - Fuenlabrada - Labarca-2-Café Baqué - Paternina-Costa de Almería |
| |

## Etapas
| Etapa      | Fecha     | Recorrido                                      | type                     | Distancia (km) | Ganador              | Líder                     |
| ---------- | --------- | ---------------------------------------------- | ------------------------ | -------------- | -------------------- | ------------------------- |
| 1.ª etapa  | 6 de sep  | Gijón – Gijón                                  | contrarreloj por equipos | 30             | ONCE-Eroski          | Igor González de Galdeano |
| 2.ª etapa  | 7 de sep  | Gijón – Cangas de Onís                         | etapa escarpada          | 148            | Luis Pérez Rodríguez | Joaquim Rodríguez         |
| 3.ª etapa  | 8 de sep  | Cangas de Onís – Santander                     | etapa llana              | 154            | Alessandro Petacchi  | Joaquim Rodríguez         |
| 4.ª etapa  | 9 de sep  | Santander – Burgos                             | etapa escarpada          | 151            | Unai Etxebarria      | Isidro Nozal              |
| 5.ª etapa  | 10 de sep | Soria – Zaragoza                               | etapa llana              | 167            | Alessandro Petacchi  | Isidro Nozal              |
| 6.ª etapa  | 11 de sep | Zaragoza – Zaragoza                            | contrarreloj individual  | 43,8           | Isidro Nozal         | Isidro Nozal              |
| 7.ª etapa  | 12 de sep | Huesca – Cauterets                             | etapa de montaña         | 190            | Michael Rasmussen    | Isidro Nozal              |
| 8.ª etapa  | 13 de sep | Cauterets – Pla de Beret                       | etapa de montaña         | 166            | Joaquim Rodríguez    | Isidro Nozal              |
| 9.ª etapa  | 14 de sep | Viella y Medio Arán – Puerto de Envalira       | etapa de montaña         | 175            | Alejandro Valverde   | Isidro Nozal              |
| 10.ª etapa | 15 de sep | Andorra la Vieja – Sabadell                    | etapa llana              | 194            | Erik Zabel           | Isidro Nozal              |
|            | 16 de sep | Día de descanso                                | Día de descanso          |                |                      |                           |
| 11.ª etapa | 17 de sep | Utiel – Cuenca                                 | etapa llana              | 162            | Erik Zabel           | Isidro Nozal              |
| 12.ª etapa | 18 de sep | Cuenca – Albacete                              | etapa llana              | 169            | Alessandro Petacchi  | Isidro Nozal              |
| 13.ª etapa | 19 de sep | Albacete – Albacete                            | contrarreloj individual  | 53,3           | Isidro Nozal         | Isidro Nozal              |
| 14.ª etapa | 20 de sep | Albacete – Valdepeñas                          | etapa llana              | 167,5          | Alessandro Petacchi  | Isidro Nozal              |
| 15.ª etapa | 21 de sep | Valdepeñas – La Pandera                        | etapa de montaña         | 172            | Alejandro Valverde   | Isidro Nozal              |
|            | 22 de sep | Día de descanso                                | Día de descanso          |                |                      |                           |
| 16.ª etapa | 23 de sep | Jaén – Estación de esquí de Sierra Nevada      | etapa de montaña         | 162            | Félix Cárdenas       | Isidro Nozal              |
| 17.ª etapa | 24 de sep | Granada – Córdoba                              | etapa escarpada          | 188            | David Millar         | Isidro Nozal              |
| 18.ª etapa | 25 de sep | Rozas de Madrid, Las – Rozas de Madrid, Las    | etapa escarpada          | 143            | Pedro Díaz Lobato    | Isidro Nozal              |
| 19.ª etapa | 26 de sep | Alcobendas – Collado Villalba                  | etapa de montaña         | 164            | Filippo Simeoni      | Isidro Nozal              |
| 20.ª etapa | 27 de sep | San Lorenzo de El Escorial – Puerto de Malagón | contrarreloj individual  | 11,2           | Roberto Heras        | Roberto Heras             |
| 21.ª etapa | 28 de sep | Madrid – Madrid                                | etapa llana              | 146            | Alessandro Petacchi  | Roberto Heras             |

## Clasificaciones finales

### Clasificación general
| \| Clasificación general \| Clasificación general \| Clasificación general \| Clasificación general \| Clasificación general \| \| Ciclista \| Ciclista \| Equipo \| Tiempo \| \| \| --------------------- \| ------------------------- \| ------------------------------- \| --------------------- \| --------------------- \| \| 1.º \| Roberto Heras \| US Postal Service-Berry Floor \| 69 h 31 min 52 s \| \| \| 2.º \| Isidro Nozal \| ONCE-Eroski \| + 28 s \| \| \| 3.º \| Alejandro Valverde \| Kelme-Costa Blanca \| + 2 min 25 s \| \| \| 4.º \| Igor González de Galdeano \| ONCE-Eroski \| + 3 min 27 s \| \| \| 5.º \| Paco Mancebo \| iBanesto.com \| + 4 min 47 s \| \| \| 6.º \| Manolo Beltrán \| US Postal Service-Berry Floor \| + 5 min 51 s \| \| \| 7.º \| Michael Rasmussen \| Rabobank \| + 5 min 56 s \| \| \| 8.º \| Félix Cárdenas \| Labarca-2-Café Baqué \| + 6 min 33 s \| \| \| 9.º \| Unai Osa \| iBanesto.com \| + 6 min 51 s \| \| \| 10.º \| Luis Pérez Rodríguez \| Cofidis-Le Crédit par Téléphone \| + 7 min 56 s \| \| \| 11.º \| Santos González \| Domina Vacanze-Elitron \| + 9 min 06 s \| \| \| 12.º \| Óscar Sevilla \| Kelme-Costa Blanca \| + 9 min 52 s \| \| \| 13.º \| Michele Scarponi \| Domina Vacanze-Elitron \| + 10 min 13 s \| \| \| 14.º \| Marcos Serrano \| ONCE-Eroski \| + 12 min 51 s \| \| \| 15.º \| Félix García Casas \| Team Bianchi \| + 14 min 18 s \| \| \| 16.º \| Txema del Olmo \| Milaneza-MSS \| + 14 min 38 s \| \| \| 17.º \| Óscar Pereiro \| Phonak Hearing Systems \| + 17 min 05 s \| \| \| 18.º \| Iker Flores \| Euskaltel-Euskadi \| + 18 min 31 s \| \| \| 19.º \| Guido Trentin \| Cofidis-Le Crédit par Téléphone \| + 29 min 34 s \| \| \| 20.º \| Josep Jufré \| Colchon Relax - Fuenlabrada \| + 33 min 30 s \| \| \| 21.º \| Dario Frigo \| Fassa Bortolo \| + 40 min 19 s \| \| \| 22.º \| Íñigo Cuesta \| Cofidis-Le Crédit par Téléphone \| + 41 min 18 s \| \| \| 23.º \| Leonardo Piepoli \| iBanesto.com \| + 46 min 45 s \| \| \| 24.º \| Manuel Calvente \| CSC \| + 47 min 54 s \| \| \| 25.º \| Aitor Osa \| iBanesto.com \| + 49 min 39 s \| \| |                           |                                 |                  |
| |                           |                                 |                  |
| Fuente: ProCyclingStats |                           |                                 |                  |
| Clasificación general |                           |                                 |                  |
| Ciclista | Ciclista                  | Equipo                          | Tiempo           |
| 1.º | Roberto Heras             | US Postal Service-Berry Floor   | 69 h 31 min 52 s |
| 2.º | Isidro Nozal              | ONCE-Eroski                     | + 28 s           |
| 3.º | Alejandro Valverde        | Kelme-Costa Blanca              | + 2 min 25 s     |
| 4.º | Igor González de Galdeano | ONCE-Eroski                     | + 3 min 27 s     |
| 5.º | Paco Mancebo              | iBanesto.com                    | + 4 min 47 s     |
| 6.º | Manolo Beltrán            | US Postal Service-Berry Floor   | + 5 min 51 s     |
| 7.º | Michael Rasmussen         | Rabobank                        | + 5 min 56 s     |
| 8.º | Félix Cárdenas            | Labarca-2-Café Baqué            | + 6 min 33 s     |
| 9.º | Unai Osa                  | iBanesto.com                    | + 6 min 51 s     |
| 10.º | Luis Pérez Rodríguez      | Cofidis-Le Crédit par Téléphone | + 7 min 56 s     |
| 11.º | Santos González           | Domina Vacanze-Elitron          | + 9 min 06 s     |
| 12.º | Óscar Sevilla             | Kelme-Costa Blanca              | + 9 min 52 s     |
| 13.º | Michele Scarponi          | Domina Vacanze-Elitron          | + 10 min 13 s    |
| 14.º | Marcos Serrano            | ONCE-Eroski                     | + 12 min 51 s    |
| 15.º | Félix García Casas        | Team Bianchi                    | + 14 min 18 s    |
| 16.º | Txema del Olmo            | Milaneza-MSS                    | + 14 min 38 s    |
| 17.º | Óscar Pereiro             | Phonak Hearing Systems          | + 17 min 05 s    |
| 18.º | Iker Flores               | Euskaltel-Euskadi               | + 18 min 31 s    |
| 19.º | Guido Trentin             | Cofidis-Le Crédit par Téléphone | + 29 min 34 s    |
| 20.º | Josep Jufré               | Colchon Relax - Fuenlabrada     | + 33 min 30 s    |
| 21.º | Dario Frigo               | Fassa Bortolo                   | + 40 min 19 s    |
| 22.º | Íñigo Cuesta              | Cofidis-Le Crédit par Téléphone | + 41 min 18 s    |
| 23.º | Leonardo Piepoli          | iBanesto.com                    | + 46 min 45 s    |
| 24.º | Manuel Calvente           | CSC                             | + 47 min 54 s    |
| 25.º | Aitor Osa                 | iBanesto.com                    | + 49 min 39 s    |

### Clasificación por puntos
| Clasificación por puntos | Clasificación por puntos | Clasificación por puntos      | Clasificación por puntos | Clasificación por puntos |
| Ciclista                 | Ciclista                 | Equipo                        | Puntos                   |                          |
| ------------------------ | ------------------------ | ----------------------------- | ------------------------ | ------------------------ |
| 1.º                      | Erik Zabel               | Telekom                       | 181 pts                  |                          |
| 2.º                      | Alejandro Valverde       | Kelme-Costa Blanca            | 161 pts                  |                          |
| 3.º                      | Alessandro Petacchi      | Fassa Bortolo                 | 160 pts                  |                          |
| 4.º                      | Félix Cárdenas           | Labarca-2-Café Baqué          | 123 pts                  |                          |
| 5.º                      | Michael Rasmussen        | Rabobank                      | 99 pts                   |                          |
| 6.º                      | Isidro Nozal             | ONCE-Eroski                   | 92 pts                   |                          |
| 7.º                      | Roberto Heras            | US Postal Service-Berry Floor | 83 pts                   |                          |
| 8.º                      | Ángel Edo                | Milaneza-MSS                  | 82 pts                   |                          |
| 9.º                      | Unai Osa                 | iBanesto.com                  | 81 pts                   |                          |
| 10.º                     | Fred Rodríguez           | Vini Caldirola-Saunier Duval  | 80 pts                   |                          |

### Clasificación de la montaña
| Clasificación de la montaña | Clasificación de la montaña | Clasificación de la montaña     | Clasificación de la montaña | Clasificación de la montaña |
| Ciclista                    | Ciclista                    | Equipo                          | Puntos                      |                             |
| --------------------------- | --------------------------- | ------------------------------- | --------------------------- | --------------------------- |
| 1.º                         | Félix Cárdenas              | Labarca-2-Café Baqué            | 204 pts                     |                             |
| 2.º                         | Aitor Osa                   | iBanesto.com                    | 112 pts                     |                             |
| 3.º                         | Joan Horrach                | Milaneza-MSS                    | 101 pts                     |                             |
| 4.º                         | Alejandro Valverde          | Kelme-Costa Blanca              | 100 pts                     |                             |
| 5.º                         | Luis Pérez Rodríguez        | Cofidis-Le Crédit par Téléphone | 72 pts                      |                             |
| 6.º                         | Roberto Heras               | US Postal Service-Berry Floor   | 64 pts                      |                             |
| 7.º                         | Tino Zaballa                | Kelme-Costa Blanca              | 58 pts                      |                             |
| 8.º                         | Josep Jufré                 | Colchon Relax - Fuenlabrada     | 57 pts                      |                             |
| 9.º                         | Michael Rasmussen           | Rabobank                        | 56 pts                      |                             |
| 10.º                        | Unai Osa                    | iBanesto.com                    | 52 pts                      |                             |

### Clasificación combinada
En la clasificación combinada se suman los puestos de los corredores en la clasificación general, la clasificación a puntos y la de la montaña. El corredor que menos puestos tenga en la suma de las tres camisas es el primero de la clasificación.
| Clasificación de la combinada | Clasificación de la combinada | Clasificación de la combinada   | Clasificación de la combinada | Clasificación de la combinada |
| Ciclista                      | Ciclista                      | Equipo                          | Puntos                        |                               |
| ----------------------------- | ----------------------------- | ------------------------------- | ----------------------------- | ----------------------------- |
| 1.º                           | Alejandro Valverde            | Kelme-Costa Blanca              | 9 pts                         |                               |
| 2.º                           | Félix Cárdenas                | Labarca-2-Café Baqué            | 13 pts                        |                               |
| 3.º                           | Roberto Heras                 | US Postal Service-Berry Floor   | 14 pts                        |                               |
| 4.º                           | Michael Rasmussen             | Rabobank                        | 21 pts                        |                               |
| 5.º                           | Isidro Nozal                  | ONCE-Eroski                     | 27 pts                        |                               |
| 6.º                           | Unai Osa                      | iBanesto.com                    | 28 pts                        |                               |
| 7.º                           | Luis Pérez Rodríguez          | Cofidis-Le Crédit par Téléphone | 29 pts                        |                               |
| 8.º                           | Óscar Sevilla                 | Kelme-Costa Blanca              | 38 pts                        |                               |
| 9.º                           | Paco Mancebo                  | iBanesto.com                    | 47 pts                        |                               |
| 10.º                          | Tino Zaballa                  | Kelme-Costa Blanca              | 53 pts                        |                               |

### Clasificación por equipos
| Clasificación por equipos | Clasificación por equipos       | Clasificación por equipos | Clasificación por equipos |
| Equipo                    | Equipo                          | Tiempo                    |                           |
| ------------------------- | ------------------------------- | ------------------------- | ------------------------- |
| 1.º                       | iBanesto.com                    | 208 h 43 min 05 s         |                           |
| 2.º                       | ONCE-Eroski                     | + 1 min 03 s              |                           |
| 3.º                       | Kelme-Costa Blanca              | + 17 min 07 s             |                           |
| 4.º                       | Cofidis-Le Crédit par Téléphone | + 30 min 22 s             |                           |
| 5.º                       | Milaneza-MSS                    | + 37 min 38 s             |                           |
| 6.º                       | Euskaltel-Euskadi               | + 38 min 11 s             |                           |
| 7.º                       | Domina Vacanze-Elitron          | + 56 min 54 s             |                           |
| 8.º                       | US Postal Service-Berry Floor   | + 1 h 31 min 45 s         |                           |
| 9.º                       | Fassa Bortolo                   | + 2 h 02 min 51 s         |                           |
| 10.º                      | Colchon Relax - Fuenlabrada     | + 2 h 36 min 14 s         |                           |

## Evolución de las clasificaciones
| Etapa                   |                          | Ganador _            | Clasificación general     | Puntos                    | Montaña              | Combinada                 | Equipo _     |
| ----------------------- | ------------------------ | -------------------- | ------------------------- | ------------------------- | -------------------- | ------------------------- | ------------ |
| 1.ª etapa               | contrarreloj por equipos | ONCE-Eroski          | Igor González de Galdeano | Igor González de Galdeano | Jan Hruška           | Igor González de Galdeano | ONCE-Eroski  |
| 2.ª etapa               | etapa escarpada          | Luis Pérez Rodríguez | Joaquim Rodríguez         | Joaquim Rodríguez         | Luis Pérez Rodríguez | Luis Pérez Rodríguez      | ONCE-Eroski  |
| 3.ª etapa               | etapa llana              | Alessandro Petacchi  | Joaquim Rodríguez         | Joaquim Rodríguez         | Luis Pérez Rodríguez | Luis Pérez Rodríguez      | ONCE-Eroski  |
| 4.ª etapa               | etapa escarpada          | Unai Etxebarria      | Isidro Nozal              | David Etxebarria          | Félix Cárdenas       | Isidro Nozal              | ONCE-Eroski  |
| 5.ª etapa               | etapa llana              | Alessandro Petacchi  | Isidro Nozal              | Alessandro Petacchi       | Félix Cárdenas       | Isidro Nozal              | ONCE-Eroski  |
| 6.ª etapa               | contrarreloj individual  | Isidro Nozal         | Isidro Nozal              | Alessandro Petacchi       | Félix Cárdenas       | Isidro Nozal              | ONCE-Eroski  |
| 15.ª etapa              | etapa de montaña         | Alejandro Valverde   | Isidro Nozal              | Erik Zabel                | Félix Cárdenas       | Alejandro Valverde        | ONCE-Eroski  |
| 14.ª etapa              | etapa llana              | Alessandro Petacchi  | Isidro Nozal              | Alessandro Petacchi       | Félix Cárdenas       | Isidro Nozal              | ONCE-Eroski  |
| 13.ª etapa              | contrarreloj individual  | Isidro Nozal         | Isidro Nozal              | Erik Zabel                | Félix Cárdenas       | Isidro Nozal              | ONCE-Eroski  |
| 7.ª etapa               | etapa de montaña         | Michael Rasmussen    | Isidro Nozal              | Alessandro Petacchi       | Félix Cárdenas       | Isidro Nozal              | ONCE-Eroski  |
| 9.ª etapa               | etapa de montaña         | Alejandro Valverde   | Isidro Nozal              | Isidro Nozal              | Félix Cárdenas       | Isidro Nozal              | ONCE-Eroski  |
| 8.ª etapa               | etapa de montaña         | Joaquim Rodríguez    | Isidro Nozal              | Joaquim Rodríguez         | Joan Horrach         | Isidro Nozal              | ONCE-Eroski  |
| 10.ª etapa              | etapa llana              | Erik Zabel           | Isidro Nozal              | Alessandro Petacchi       | Félix Cárdenas       | Alejandro Valverde        | ONCE-Eroski  |
| 11.ª etapa              | etapa llana              | Erik Zabel           | Isidro Nozal              | Erik Zabel                | Félix Cárdenas       | Alejandro Valverde        | ONCE-Eroski  |
| 12.ª etapa              | etapa llana              | Alessandro Petacchi  | Isidro Nozal              | Erik Zabel                | Félix Cárdenas       | Isidro Nozal              | ONCE-Eroski  |
| 16.ª etapa              | etapa de montaña         | Félix Cárdenas       | Isidro Nozal              | Erik Zabel                | Félix Cárdenas       | Alejandro Valverde        | ONCE-Eroski  |
| 17.ª etapa              | etapa escarpada          | David Millar         | Isidro Nozal              | Erik Zabel                | Félix Cárdenas       | Alejandro Valverde        | ONCE-Eroski  |
| 18.ª etapa              | etapa escarpada          | Pedro Díaz Lobato    | Isidro Nozal              | Erik Zabel                | Félix Cárdenas       | Alejandro Valverde        | ONCE-Eroski  |
| 19.ª etapa              | etapa de montaña         | Filippo Simeoni      | Isidro Nozal              | Erik Zabel                | Félix Cárdenas       | Alejandro Valverde        | ONCE-Eroski  |
| 20.ª etapa              | contrarreloj individual  | Roberto Heras        | Roberto Heras             | Alejandro Valverde        | Félix Cárdenas       | Alejandro Valverde        | iBanesto.com |
| 21.ª etapa              | etapa llana              | Alessandro Petacchi  | Roberto Heras             | Erik Zabel                | Félix Cárdenas       | Alejandro Valverde        | iBanesto.com |
| Clasificaciones finales | Clasificaciones finales  |                      | Roberto Heras             | Erik Zabel                | Félix Cárdenas       | no otorgado               | iBanesto.com |

## Banda sonora
TVE cubrió esta prueba escogiendo como banda sonora la canción "Tirador", de Hevia.
- Datos: Q1049617
- Multimedia: Vuelta a España 2003 / Q1049617